# El Recuerdo, Escuintla
El Recuerdo är en ort i Mexiko.   Den ligger i kommunen Escuintla och delstaten Chiapas, i den sydöstra delen av landet, 800 km sydost om huvudstaden Mexico City. El Recuerdo ligger 92 meter över havet och antalet invånare är 177.
Terrängen runt El Recuerdo är platt åt sydväst, men åt nordost är den kuperad. Runt El Recuerdo är det ganska tätbefolkat, med 62 invånare per kvadratkilometer. Närmaste större samhälle är Escuintla, 7,2 km nordväst om El Recuerdo. Omgivningarna runt El Recuerdo är en mosaik av jordbruksmark och naturlig växtlighet.